# Earl Grey (Saskatchewan)
Earl Grey es un pueblo canadiense situado en la provincia de Saskatchewan.

## Superficie
Earl Grey tiene una superficie de 1,35 km².

## Demografía
En 2021, tenía 229 habitantes, una densidad poblacional de 169,7 hab./km², y 134 viviendas.